# Alomya japonica
Alomya japonica là một loài tò vò trong họ Ichneumonidae.